# Augusta Raurica
Augusta Raurica er et romersk arkæologisk område og et frilandsmuseum i Schweiz beliggende på den sydlige bred af Rhinen ca. 20 km øst for Basel nær landsbyerne Augst og Kaiseraugst. Det er den ældste kendte romerske koloni ved Rhinen.

## Grundlæggelse
Augusta Raurica, eller Colonia Augusta Rauracorum blev grundlagt af Lucius Munatius Plancus omkring år 44 fvt. Der er dog ingen arkæologiske spor af denne kolonialisering, den første succesfulde kolonialisering fandt sted efter Augustus' underlæggelse af alperne omkring år 15 fvt. De ældste fund i området daterer sig til år 6 fvt.

## Eksterne links
- Wikimedia Commons har flere filer relateret til Augusta Raurica
- Officielt website

47°31′59″N 7°43′20″Ø / 47.53319°N 7.72229°Ø